# Frederic al V-lea, Landgraf de Hesse-Homburg
Frederic al V-lea Louis William Christian , Landgraf de Hesse-Homburg (30 ianuarie 1748 – 20 ianuarie 1820) a fost din 1751 până la moartea sa landgraf de Hesse-Homburg. A fost fiul lui Frederic al IV-lea, Landgraf de Hesse-Homburg și a soției acestuia, Ulrike Louise de Solms-Braunfels (1731–1792), fiica lui Friedrich Wilhelm, Prinț de Solms-Braunfels.
La 27 septembrie 1768 el s-a căsătorit cu Caroline de Hesse-Darmstadt, fiica cea mare a lui Ludovic al IX-lea, Landgraf de Hessa-Darmstadt și a Carolinei de Zweibrücken. Cuplul a avut 15 copii din care 11 au atins vârsta adultă.
- Frederic al VI-lea, Landgraf de Hesse-Homburg (1769-1829), căsătorit cu Prințesa Elisabeta a Regatului Unit (1770-1840)
- Ludwig Wilhelm (1770-1839), căsătorit cu Prințesa Augusta de Nassau-Usingen (1778-1846), divorțat în 1805
- Caroline (1771-1854), căsătorită cu Louis Frederick II de Schwarzburg-Rudolstadt (1767-1807)
- Louise Ulrike (1772-1854), căsătorită cu Prințul Charles Günther de Schwarzburg-Rudolstadt (1771-1825)
- Amalie (1774-1846), căsătorită cu Frederic, Prinț de Anhalt-Dessau (1769-1814)
- Auguste (1776-1871), căsătorită cu Frederic Louis, Mare Duce Ereditar de Mecklenburg-Schwerin (1778-1819)
- Filip (1779-1846), căsătorit cu Rosalie Antonie, Contesă de Naumburg, Baroneasă Schimmelpfennig von der Oye (1806-1845)
- Gustav (1781-1848), căsătorit cu Prințesa Louise de Anhalt-Dessau (1798-1858)
- Ferdinand (1783-1866), ultimul Landgraf de Hesse-Homburg
- Maria Anna (1785-1846) căsătorită cu Prințul Wilhelm al Prusiei (1783-1851)
- Leopold (1787-1813), căzut în Bătălia de la Großgörschen